# 扯淡英国史
《扯淡英国史》（英語：Cunk on Britain）是一套英國仿纪录片，製作人為查理·布鲁克，黛安娜·摩根為節目主持人。節目於2018年4月3日在英國廣播公司第二台首播，另一套同類題材《扯淡地球史》則在2022年播出。

## 節目內容
菲洛梅娜·孔克（黛安娜·摩根飾）環游英國，並訪問專家關於英國歷史。在訪問專家期間，孔克提出一些無厘頭問題，使不預先得知提問內容的專家嚇得不知所措。

## 集數
| 集數 | 標題         | 上線日期      |
| ---- | ------------ | ------------- |
| 1    | 起初         | 2018年4月3日  |
| 2    | 帝國反擊     | 2018年4月10日 |
| 3    | 第三集       | 2018年4月17日 |
| 4    | 二十世紀震撼 | 2018年4月24日 |
| 5    | 歷史屁味     | 2018年5月1日  |

## 外部連結
- 互联网电影数据库（IMDb）上《扯淡英国史》的资料（英文）